# Tennessee Celeste Claflin
Tennessee Celeste Claflin, vicomtesse de Montserrat (26 octobre 1844 - 18 janvier 1923), également connue sous le nom de Tennie C., est une suffragette américaine. Elle est connue pour avoir été, en 1870, avec sa sœur Victoria Woodhull, les deux premières femmes agents de change à Wall Street,,.

## Naissance
L'absence de registre de naissance laisse la date exacte de naissance de Tennessee Claflin incertaine, celle-ci est cependant généralement signalée entre 1843 et 1846. Elle est née à Homer (en) (Ohio).

## Wall Street et la presse
Fin 1869, Victoria Woodhull et Tennessee Claflin louèrent deux chambres à la chic Hoffman House, située au numéro 44 de Broad Street, à New York. En janvier 1870, elles envoyèrent leurs cartes de visite annonçant leur nouvelle maison de courtage, Woodhull, Claflin & Company. À leurs débuts dans cet univers peu ouvert aux femmes, les sœurs purent compter sur le soutien de Cornelius Vanderbilt. Les bureaux élégamment meublés de Woodhull, Claflin & Company ouvrirent le 14 février 1870. Woodhull et Claflin devinrent ainsi les premières femmes agents de change à Wall Street. L'ouverture suscita tellement d'intérêt que 100 policiers durent être déployés sur place pour maintenir l'ordre parmi les curieux.
La presse s'intéressa aussi à cet événement. Dans un article intitulé « Wall Street Aroused », The New York Times s'interrogea sur les chances de réussite de leur entreprise, non pas parce qu'elles étaient des femmes mais en raison de leurs liens avec le spiritisme et d'autres croyances peu orthodoxes. Harper's Weekly les surnomma « les courtières ensorcelantes » (« Bewitching Brokers ») dans une caricature pendant qu'un autre article dans le magazine doutait qu'il y ait suffisamment d'investisseuses pour rendre l'entreprise profitable.
Leur entreprise rencontra un succès financier immédiat car elle sut toucher une source de capital d'investissement encore inexploitée auprès des femmes de la hautes société, des enseignantes, des petites entrepreneuses, des comédiennes, des prostituées fortunées et tenancières de maison close. Les sœurs purent rapidement louer un onéreux appartement sur la 38e Rue, dans le quartier huppé de Murray Hill à Manhattan, où elles reçurent des personnes en vogue et en particulier des libres-penseurs comme le membre du Congrès Benjamin Butler,.
Avec les revenus de leur maison de courtage, les sœurs lancèrent leur propre journal radical, Woodhull & Claflin's Weekly (en). Woodhull et Claflin utilisèrent leur journal pour militer en faveur de l'amour libre, un mouvement du XIXe siècle partisan de la liberté d'avoir des relations sexuelles en dehors du mariage. Le mouvement Free Love était à l'époque considéré comme très marginal et la prise de position des sœurs en faveur de celui-ci choqua beaucoup de personnes. Comme la biographe Myra MacPherson l'explique, « En plaidant pour le droit des femmes à disposer de leur corps, de choisir leur partenaire, de décider quand elle voulait du sexe, et d'en fait en profiter, les sœurs étaient si en avance sur leur époque qu'elles étaient ouvertement appelées prostituées dans les journaux. » Woodhull & Claflin’s Weekly fut aussi le premier journal américain à publier le Manifeste du parti communiste.
Déjà affaiblie par des affaires de mœurs, l'entreprise fit faillite lors de la crise bancaire de mai 1873.

## Politique

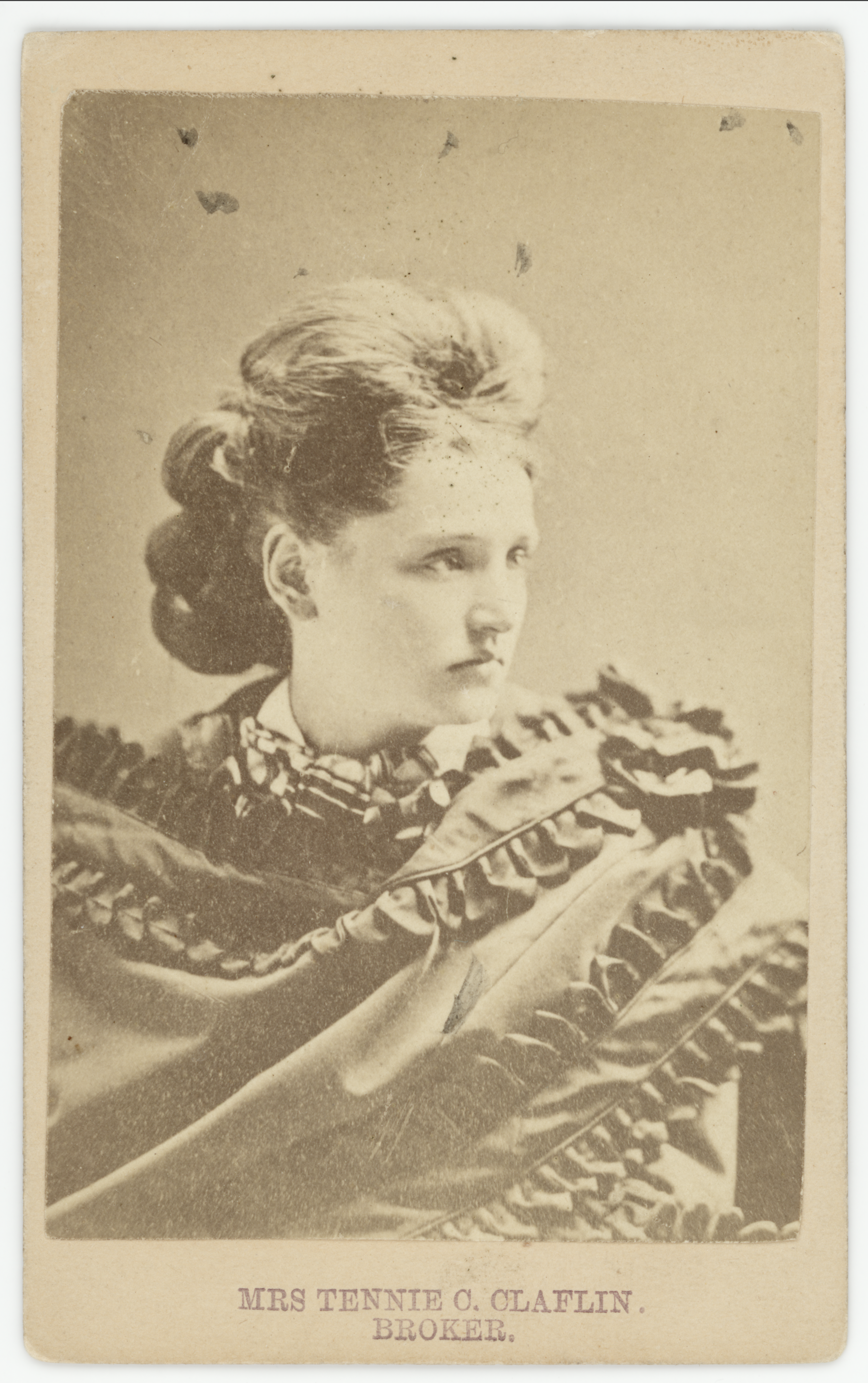
Tennessee Celeste Claflin en 1872.

En 1871, les sœurs essayèrent de voter à une élection municipale mais furent renvoyées.
Le 11 août 1871, Tennessee Claflin annonça sa candidature pour le siège du Huitième district congressionnel de l'État de New York. Le 8e district congressionnel était à l'époque à forte majorité germano-américaine. Claflin annonça sa candidature à l'Irving Plaza et prononça son discours en allemand, entourée de drapeaux allemands et américains.
Le 15 mai 1872, Claflin annonça dans le journal The Sun son souhait de devenir colonel du 9e régiment de la garde nationale de New York, poste vacant depuis la mort de Jim Fisk. Sa candidature fut moquée dans la presse et les hommes du 9e régiment l'ignorèrent. Le commandant Thomas J. Griffin invita néanmoins Claflin à concourir pour le poste de colonel du nouvellement organisé 85e régiment pour les soldats noirs. Conscients de son passé militant et de sa réussite professionnelle, les membres du 85e régiment élurent Claflin colonel.